# Ưng Đàm
Ưng Đàm (tiếng Trung: 鹰潭市 bính âm: Yīngtán Shì, Hán-Việt: Ưng Đàm thị) là một địa cấp thị của tỉnh Giang Tây, Trung Quốc.

## Hành chính
Ưng Đàm được chia ra làm 3 đơn vị hành chính cấp huyện, gồm 2 quận và 1 thành phố cấp huyện.
- Quận: Nguyệt Hồ (月湖区), Dư Giang (余江区)
- Thành phố cấp huyện: Quý Khê (贵溪市)